# Tembisa Classic FC
El Tembisa Classic FC fue un equipo de fútbol de Sudáfrica que jugó en la Liga Premier de Sudáfrica, la primera categoría de fútbol del país.

## Historia
Fue fundado en el año 1994 en la ciudad de Tembisa luego de la fusión de los equipos Tembisa Santos y Mathole Pirates, y en la temporada de 1996/97 se convierte en uno de los equipos fundadores de la Primera División de Sudáfrica donde fue campeón de su zona pero no le alcanzó para el ascenso al terminar en tercer lugar en la fase final.
En la temporada 1998/99 es campeón de su grupo y logra el ascenso a la Liga Premier de Sudáfrica por primera vez, permaneciendo en la liga por tres temporadas hasta que desciende en la temporada 2001/02 al terminar en último lugar entre 18 equipos. En la temporada 2004/05 el club logra jugar la ronda de playoff por el ascenso a la Liga Premier de Sudáfrica y vence al Hellenic FC para regresar a la primera categoría con marcador de 4-2.
En septiembre de 2005 el club es vendido al Maritzburg United FC, la franquicia se muda a la ciudad de Pietermaritzburg y desaparece en al finalizar la temporada 2005/06.

## Palmarés
- Primera División de Sudáfrica: 1

1998/99

## Jugadores

### Jugadores destacados
- Onismor Bhasera
- Bongani Mdluli
- David Malatule